# Antonio Pacchioni
Antonio Pacchioni, född 1665, död 1726, var en italiensk anatom.

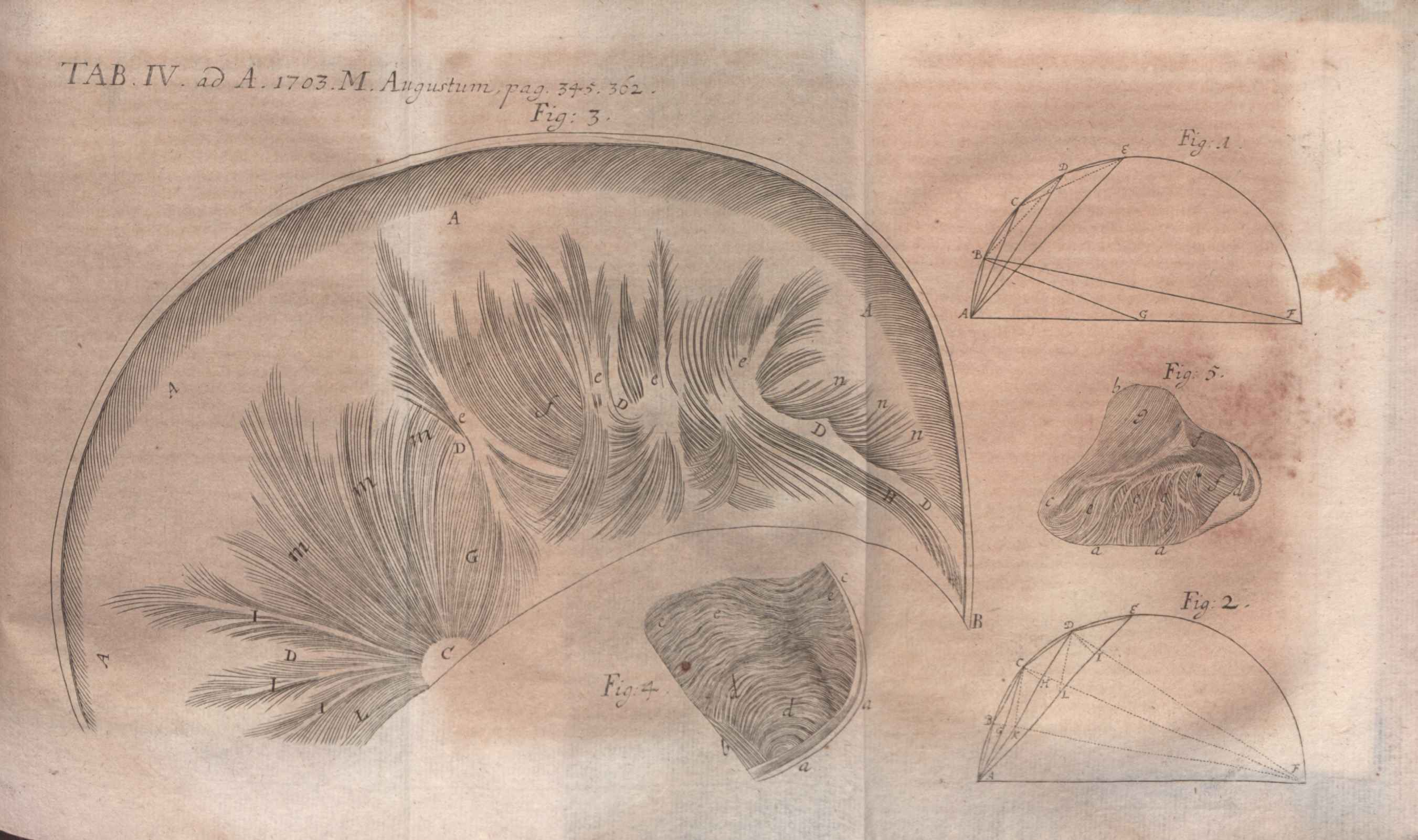
Illustration för översynen av Disquisitio anatomicae de durae meningis... publicerad på Acta Eruditorum år 1703

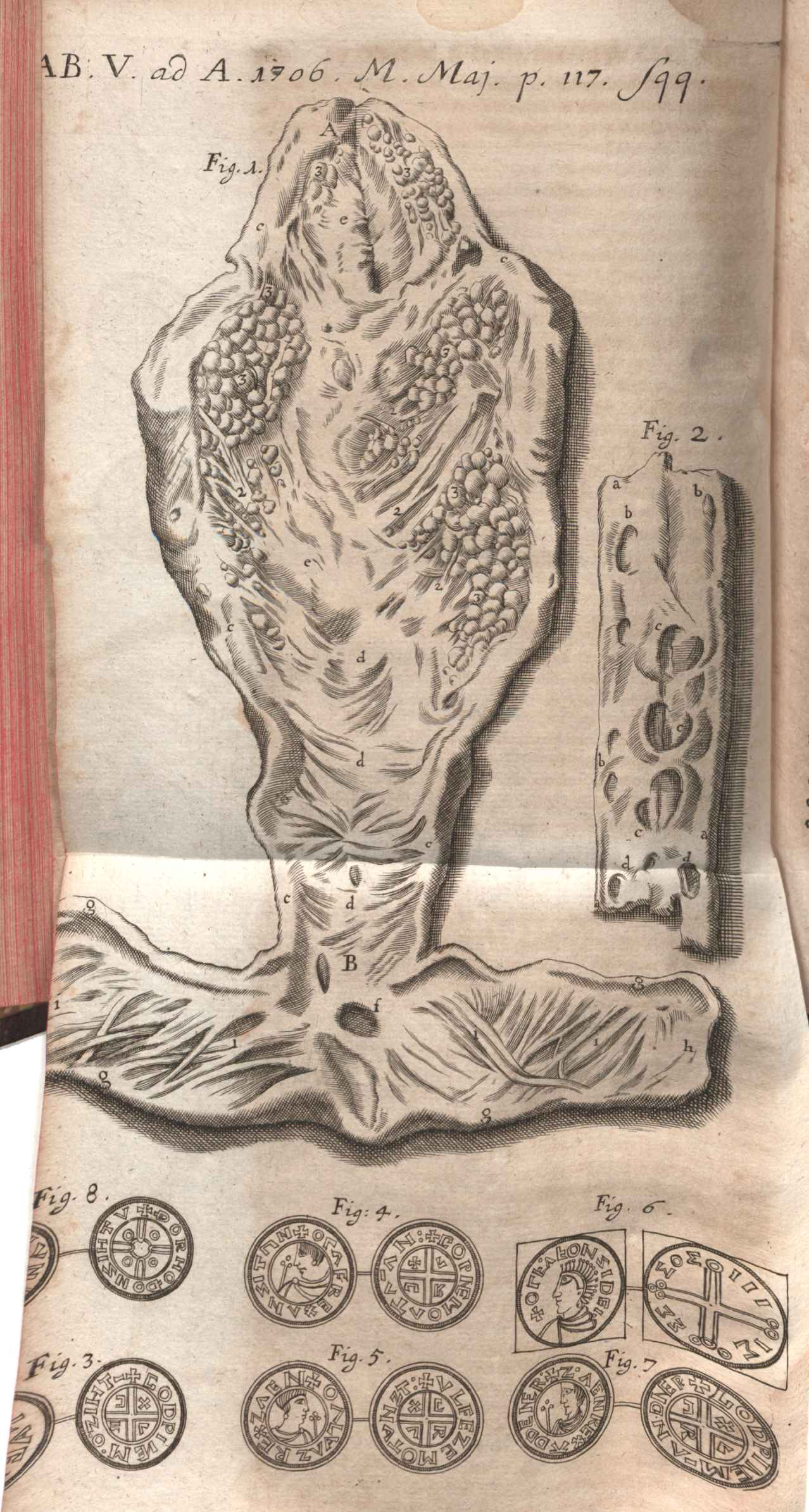
Illustration för översynen av Dissertatio epistolaris de Glandulis... publicerad på Acta Eruditorum år 1706

Pacchioni blev 1705 efter studier hos bland annat Marcello Malpighi 1:e läkare vid Ospedale di San Giovanni i Lateranen. Pacchioni är skärskilt känd genom sina undersökningar över den hårda hjärnhinnans (dura mater) byggnad. I Dissertatio epistolaris de glandulis conglobatis duræ meningis humanæ beskriver han en del franslika inbuktningar från arachnoidea in i hjärnsinus, de så kallade Pacchioniska granulationerna. En utgåva av Pacchionis samlade arbeten utgavs i Rom 1721.